# Lucêncio de Conímbriga
Lucêncio, bispo de Conímbriga (? – Lorvão, 10 de abril de 580), foi um prelado da Igreja Católica, tendo sido o primeiro bispo da Diocese de Conímbriga, signatário do primeiro e segundo Concílios de Braga como tal, e tendo sido, presumivelmente, o primeiro abade do Mosteiro de Lorvão.

## Biografia

### Início de vida
Lucêncio nasceu em data e locais incertos, entre finais de século V d.C e inícios do século VI. Pela etimologia de seu nome, poder-se-á inferir que Lucêncio teria ascendência e, ou, cultura romana.
O início de sua atividade de vida está intrinsecamente ligada ao Mosteiro de Lorvão, sendo apontado como o primeiro abade deste mosteiro, tendo tido um papel evangelizador pela população rural local. Existem várias teorias sobre a data de fundação deste. No entanto, tomando como correta a informação dada por frei Bernardo de Brito, este mesmo mosteiro é inaugurado a 29 de maio de 537. Por esta altura, o mosteiro é caracterizado por um sistema eclético, designado por Regula mixta (regra mista), podendo eventualmente ter sido um mosteiro dobrado.

### Mandato como bispo de Conímbriga

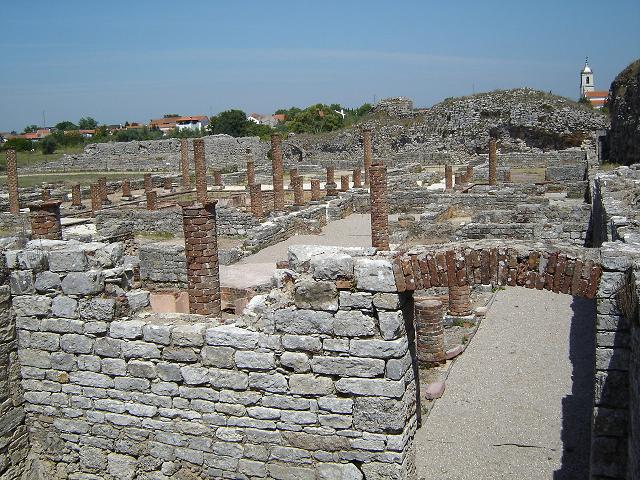
Ruínas da antiga cidade romana de Conímbriga

A meados de século sexto, entre 537 e 561, Lucêncio torna-se bispo de Conímbriga, sendo, assim, o seu primeiro e último bispo com sede diocesana na antiga cidade romana de Conímbriga, visto, após a sua morte, a sede do bispado se ter deslocado para a atual Coimbra (Emínio).
Enquanto bispo da sede de Conímbriga, Lucêncio intervém ativamente no urbanismo da antiga cidade romana, completando a demolição do já devoluto Augusteum (antigo templo de culto imperial), construindo pelo menos um edifício próximo do forum, com uma arquitetura inovadora relativamente às preexistentes, e permitindo a divulgação da prática do enterramento ad sanctos. Apesar da localização da sede, a cidade mais populosa e importante já seria a atual Coimbra.
Durante o seu mandato, Lucêncio assiste a vários Concílios regionais, importantíssimos, tanto em matéria teológica como administrativa. No ano de 561, assiste ao Primeiro Concílio de Braga, presidido por Lucrécio. De mesma forma, no ano de 569, presumivelmente, está presente no Concílio de Lugo, onde se reafirma, neste caso, da presença de Coimbra (Aemino) na jurisdição da diocese de Conímbriga. Por fim, no ano de 572, está de mesma forma presente no Segundo Concílio de Braga, onde são afirmados e reforçados pontos de vista teológico, anti-maniqueístas e anti-priscilianistas, teorias essas presentes nas crenças dos cristãos ibéricos da altura, assinando logo a seguir a S. Martinho de Dume.
Pelo documento fornecido por Bernardo de Brito, e reforçado por Leão de São Tomás e outros, Lucêncio falece a 10 de abril de 580, de idade avançada, tendo já, presumivelmente, renunciado ao cargo de bispo e retornado ao Lorvão, sucedendo-lhe na prelatura Possidónio.
Atualmente, uma pequena rua em Celas, cidade de Coimbra, enverga o seu nome.